# Cesário Verde

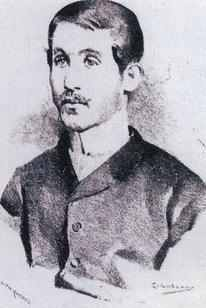
Cesario Verde

José Joaquim Cesário Verde (* 25. Februar 1855 in Lissabon, Portugal; † 18. Juli 1886 in Lissabon) war ein portugiesischer Dichter. Er inspirierte Fernando Pessoa und gilt als einer der bedeutenden jungen Dichter in der zweiten Hälfte des 19. Jahrhunderts in Portugal.

## Leben
Verde entstammte bürgerlichen Verhältnissen. Er studierte Philologie. Sein Vater hatte ein Export-Geschäft für Eisenwaren, in dem der älteste Sohn der Familie bis zu seinem Tode ein bescheidenes Auskommen als Handelskorrespondent pflegte; die Familie besaß einen Landsitz in Linda-a-Pastora, 15 km von Lissabon entfernt. Sein erstes Gedicht veröffentlichte er mit 18 Jahren im Feuilleton einer Zeitung.
Der Dichter starb am 18. Juli 1886 mit 31 Jahren an einer Tuberkuloseerkrankung. Die meisten Gedichte waren in verstreuten Lissaboner und Portuenser Zeitungen und Literaturjournalen erschienen. Sein bester Freund brachte erst 1887 einen Band mit rund zwanzig Versen – der Hälfte der bis dato bekannten rund vierzig Gedichte von Verde – heraus. Zu Lebzeiten blieb der Autor gänzlich unbekannt.  1919 zerstörte ein Brand seine Originalmanuskripte.

## Dichter der Großstadt
Als Leser von Charles Baudelaire, der ihn auch stark beeinflusste, beschäftigte sich Verde in seinen Versen vornehmlich mit dem Leben in der Großstadt, vor allem in Lissabon und Porto, und der Frage der ersten, zarten industriellen Entwicklungen in Portugal während seiner Zeit. Er gilt als Vorläufer des portugiesischen literarischen Modernismo. Verde war auch ein Flaneur in Lissabon, wo er nachts die Straßen durchschritt und in der Melancholie der Dunkelheit seine Verse ersann oder sogar schrieb. Aber auch die dunklen Seiten der Großstadt Lissabon, ihren Dreck, ihren Lärm, ihr Elend, interessierten ihn und wurden von ihm porträtiert.

## Posthume Ehrungen
Neben Antero de Quental gilt Verde als bedeutendster Poet portugiesischer Sprache im 19. Jahrhundert. Sein junges und kurzes Leben faszinierte Generationen von Epigonen, denen er als Mensch und Dichter Vorbild war, vor allem Fernando Pessoa, der ausdrücklich oftmals auf ihn Bezug nahm. Sein bekanntestes Gedicht ist O sentimento dum ocidental (Das Gefühl eines Westlers), das 1880 in einer Zeitung erschienen war, anlässlich des 300. Todesjahres von Camões. Der Staat ehrte ihn mit der Benennung einer Straße in Lissabon, an einer Metro-Station sind seine Verse in der Wand verewigt, Briefmarken mit seinem Konterfei wurden gedruckt, ausführliche literaturwissenschaftliche Forschungen wurden auch betrieben, die 1964 in der Ausgabe seines Gesamtwerkes mündeten, eine Büste steht in einem Park und erinnert an den Dichter. Sein Grab wurde auf einem Lissaboner Friedhof Mitte der 1990er Jahre entdeckt und seitdem gepflegt. Seine Verse wurden auch ins Spanische und Italienische übersetzt.

## Werke
- O livro de Cesario Verde, herausgegeben von Manuel Jose de Silva Pinto, 1887, (posthum).
- Obra completa de Cesario Verde, herausgegeben von Joel Serrão, 1964.